# ヒルデ・ペデルセン
ヒルデ・ペデルセン（Hilde Gjermundshaug Pedersen、1964年8月11日 - ）は、ノルウェー、ヘードマルク県ハーマル出身の元クロスカントリースキー選手及びスキー・オリエンテーリング選手。2002年ソルトレークシティオリンピックと2006年トリノオリンピックで計2個のメダルを獲得している。

## プロフィール
ペデルセンは当初スキー・オリエンテーリングの選手として活躍した。1992年の世界選手権リレーで銅メダルを獲得、1994年の世界選手権ではショートディスタンスとリレーでともに銀メダル、
1996年はクラシックディスタンスで銀メダル、1998年はリレーで銅メダル と通算5個のメダルを獲得した。また、スキー・オリエンテーリングワールドカップでは1993年 と1995年 に総合3位、1997年に総合優勝 を達成した。
1999年ノルディックスキー世界選手権に初出場、15kmで14位となった。2001年ノルディックスキー世界選手権では15km4位、10km6位、リレー銀メダルと活躍した。
自身初のオリンピックとなるソルトレイクシティオリンピックではリレーで銀メダルを獲得した。2003年ノルディックスキー世界選手権では銀メダル1、銅メダル2個、40歳で代表となった2005年ノルディックスキー世界選手権では金メダルを2個獲得した。
41歳で臨んだトリノオリンピックでは10kmでクロスカントリースキー女子史上最年長となる銅メダルを獲得。
2003年には複数のスポーツで優れた成績を上げたノルウェー人に与えられるEgebergs Ærespris（Egebergs名誉賞）を受賞している。